# Yohann Mercier
Yohann Mercier (15 dicembre 1980) è un calciatore francese, difensore dell'ACB Poya.

## Carriera

### Nazionale
Conta 11 presenze con la maglia della propria Nazionale.